# Терк-Турк
Терк-Турк  — название страны в осетинском нартском эпосе, которая славилась своими тучными стадами.

## Мифология
Осетинская мифология считает Терк-Турк самой богатой страной в мире. В Терк-Турк отправлялись нарты за добычей. В Терк-Турке было множество мелкого, крупного рогатого скота, лошадей. Их было так много, что пасущие их пастухи не могли за ними уследить. Стада охраняли три мифических существа: волк с железной мордой, ворон с железным клювом и жеребец с железной мордой. Безымянный сын Урузмага помог одолеть ему этих мифических существ и угнать табун.

## Поэзия
Страна Терк-Турк упоминается в стихотворении осетинского поэта Косты Хетагурова «В пастухах».

## Источник
- Диана Сокаева, Легенды и предания осетин (систематизация и характеристика)/ В. Х. Тменов, А. В. Тменов, «О стране Терк-Турк в осетинском фольклоре», Владикавказ, Изд-во СОИГСИ им. В. И. Абаева, 2010